# Michelbouch
Michelbouch (luxembourgeois : Méchelbuch) est une section de la commune luxembourgeoise de Vichten située dans le canton de Redange.